# Шальва (Лачынский район)
Шальва (азерб. Şəlvə) — село на севере Лачинского района Азербайджанской Республики.

## География
Расположено на высоте 1540 метров над уровнем моря, расстояние до города Лачин составляет 55 километров. Село находится на берегу реки Шальвачай, в предгорьях. 

## Топоним
Название села произошло от названия одноименной реки. В древнетюркском языке слово шальва происходит от слова "шоля", означающего пламя, сияние, рассвет. В других тюркских языках это слово во многих случаях используется в значении “кожа”, “покрытие”, а иногда и “ядро”.

## История
Территория села Шальва существовала с 1747 года в составе Карачорлинского магала, с 1840 года - Зангезурского региона Шушинского уезда, с 1867 года - Зангезурского уезда.
С 28 мая 1918 года по 28 апреля 1920 года входил в состав Зангезурского уезда Азербайджанской Демократической Республики
После падения Республики входил в состав Зангезурского уезда Азербайджанской ССР, а с 1923 года в состав Курдистанского уезда. 8 апреля 1929 года Курдистанский уезд был упразднен и включен в состав вновь образованного Лачинского района.
Село Шальва перешло под контроль вооруженных сил Армени в 1992 году. Большая часть жилых, социальных и хозяйственных построек была сожжена и разрушена. Сельское население было выселено из своих домов, часть из них поселилась в Агджебединском районе. 

### Новая история
Село находится под контролем Вооруженных Сил Азербайджана с 1 декабря 2020 года.
27 мая 2023 года Президент Азербайджанской Республики Ильхам Алиев принял участие в церемонии закладки фундамента села Шальва. Общая площадь проектируемой территории составляет 128,28 гектара. Планируется восстановление существовавшой еще до оккупации музыкальной школы села Шельве.